# Wilfried Schmid

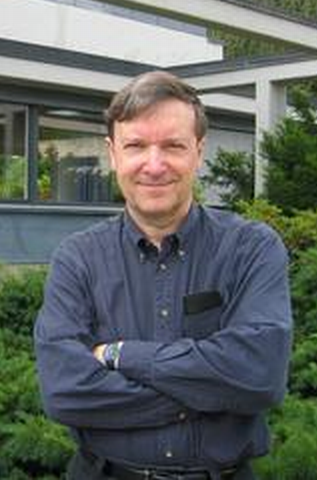
Wilfried Schmid, Oberwolfach 2006

Wilfried Schmid (* 28. Mai 1943 in Hamburg) ist ein deutsch-US-amerikanischer Mathematiker, der sich mit Darstellungstheorie von Gruppen, Hodge-Theorie und automorphen Funktionen beschäftigt.
Schmid, der Sohn des Philologen Wolfgang Schmid, wuchs in Bonn auf und ging 1960 aus Deutschland in die USA, als sein Vater 1960/61 am Institute for Advanced Study war. Er studierte an der Princeton University (Bachelor-Abschluss 1964) und promovierte 1967 an der University of California, Berkeley bei Phillip Griffiths. Er lehrte danach an der Universität Berkeley. 1968 wurde er Sloan Research Fellow. 1970 erhielt er eine volle Professur an der Columbia University. Ab 1978 war er Professor an der Harvard University, zurzeit als Dwight Parker Robinson Professor for Mathematics.
Schmid befasste sich mit der Konstruktion von Diskreten Reihen (Discrete Series)- Darstellungen halbeinfacher Lie-Gruppen. Dabei bewies er eine Vermutung von Robert Langlands. Mit Michael Atiyah konstruierte er alle Diskreten Reihen-Darstellungen im Raum harmonischer Spinoren. 1975 bewies er mit seinem Studenten Henryk Hecht eine Vermutung von Robert Blattner (Inventiones Mathematicae Bd. 31, S. 129) über die Beschreibung der Diskrete-Serien Darstellungen einer halbeinfachen Gruppe durch solche einer maximalen kompakten Untergruppe. Er befasste sich auch mit Anwendungen der Lie-Gruppen-Theorie in der komplexen Algebraischen Geometrie, zum Beispiel bei der Beschreibung der Periodenabbildung seines Lehrers Phillip Griffiths.
Außerdem ist er in der Mathematikpädagogik für Schulen engagiert (nachdem er sich zunächst 1999 auch öffentlich über den Mathematikunterricht seiner Tochter beschwerte), unter anderem in US-Regierungskommissionen und reformierte das Mathematik-Curriculum für Schulen in Massachusetts. Er war auch im Programm-Komitee des International Congress of Mathematics Education (2004).
1978 hielt er einen Plenarvortrag auf dem ICM in Helsinki (Representations of semisimple Lie groups). Er ist Fellow der American Mathematical Society, seit 2003 Mitglied der American Academy of Arts and Sciences und seit 2020 der National Academy of Sciences.